# Zeki Yıldırım
Zeki Yıldırım (Adalia, 15 gennaio 1991) è un calciatore turco, centrocampista del Bucaspor 1928.

## Carriera

### Club
È cresciuto nelle giovanili dell'Antalyaspor.

## Statistiche

### Presenze e reti nei club
Statistiche aggiornate al 30 gennaio 2017.
| Stagione        | Squadra         | Campionato      | Campionato | Campionato | Coppe nazionali | Coppe nazionali | Coppe nazionali | Coppe continentali | Coppe continentali | Coppe continentali | Altre coppe | Altre coppe | Altre coppe | Totale | Totale | Totale |
| Stagione        | Squadra         | Comp            | Pres       | Reti       | Comp            | Pres            | Reti            | Comp               | Pres               | Reti               | Comp        | Pres        | Reti        | Pres   | Reti   |        |
| --------------- | --------------- | --------------- | ---------- | ---------- | --------------- | --------------- | --------------- | ------------------ | ------------------ | ------------------ | ----------- | ----------- | ----------- | ------ | ------ | ------ |
| 2010-2011       | Alanyaspor      | 2L              | 28         | 0          | CT              | 0               | 0               |                    | -                  | -                  |             | -           | -           | 28     | 0      |        |
| 2011-2012       | Pendikspor      | 2L              | 24         | 4          | CT              | 0               | 0               |                    | -                  | -                  |             | -           | -           | 24     | 4      |        |
| 2012-2013       | Antalyaspor     | SL              | 12         | 0          | CT              | 7               | 2               |                    | -                  | -                  |             | -           | -           | 19     | 2      |        |
| 2013-2014       | Antalyaspor     | SL              | 13         | 1          | CT              | 8               | 0               |                    | -                  | -                  |             | -           | -           | 21     | 1      |        |
| 2014-2015       | Antalyaspor     | 1L              | 32         | 1          | CT              | 0               | 0               |                    | -                  | -                  |             | -           | -           | 32     | 1      |        |
| 2015-2016       | Antalyaspor     | SL              | 21         | 0          | CT              | 6               | 0               |                    | -                  | -                  |             | -           | -           | 27     | 0      |        |
| 2016-2017       | Antalyaspor     | SL              | 29         | 2          | CT              | 1               | 0               |                    | -                  | -                  |             | -           | -           | 30     | 2      |        |
| 2017-2018       | Antalyaspor     | SL              | 4          | 0          | CT              | 3               | 0               |                    | -                  | -                  |             | -           | -           | 7      | 0      |        |
| Totale carriera | Totale carriera | Totale carriera | 163        | 8          |                 | 25              | 2               |                    | -                  | -                  |             | -           | -           | 188    | 10     |        |